# Back to Life (album de Sandra)
Back to Life este cel de-al nouălea album al cântăreței germane Sandra, lansat în anul 2009.

## Compoziție
| #  | Titlu | Durată |
| -- | --- | ------ |
| 1  | R U Feeling Me• Muzică și versuri: Toby Gad, Faith Trent și Nina Ossovl                                                | 3:42   |
| 2  | Once in a Lifetime• Muzică și versuri: Toby Gad și Audrey Martel                                                       | 3:52   |
| 3  | In a Heartbeat• Muzică și versuri: Toby Gad și Jim Dyke                                                                | 3:37   |
| 4  | The Night Is Still Young (Feat Thomas Anders) • Muzică și versuri: Toby Gad și Audrey Martel                           | 3:20   |
| 5  | Just Like Breathing• Muzică și versuri: Toby Gad, Madeline Stone și Sam Lorber                                         | 3:15   |
| 6  | Never Before• Muzică și versuri: Axel Breitung                                                                         | 3:46   |
| 7  | Always on My Mind (Featuring Va Slim)• Muzică și versuri: Toby Gad, Kristin Steiv și Shayna Steiv                      | 3:18   |
| 8  | Behind Those Words• Muzică și versuri: Alex Geringas și Jade Ell                                                       | 3:04   |
| 9  | What If• Muzică și versuri: Toby Gad și Jadyn Maria                                                                    | 2:49   |
| 10 | Say Love (Voices By Olaf Menges) • Muzică și versuri: Frederik Thomander, Anders Wikström and Agnes Carlsson           | 3:29   |
| 11 | Put Some 80ies in It• Muzică și versuri: Christian Königseder, Alexander Komlew, Caroline von Brünken și Michael Kunzi | 3:23   |
| 12 | These Moments• Muzică și versuri: Toby Gad și Carlos sin Morera                                                        | 3:30   |
| 13 | I Want You (Voci de Olaf Menges) • Muzică și versuri: Toby Gad și Jaqueline Nemorin                                    | 3:51   |
| 14 | Tête à tête• Muzică și versuri: Sandra, Jens Gad și Fabrice Cuidad                                                     | 3:45   |
| 15 | Who I Am• Muzică și versuri: Toby Gad și Willa Ford                                                                    | 4:07   |

### Versiune pentru internet piese bonus
| #  | Titlu                | Durată |
| -- | -------------------- | ------ |
| 16 | Redis Moi            | 3:42   |
| 17 | Ecoul al inimii mele | 4:32   |